# Gardères
Gardères település Franciaországban, Hautes-Pyrénées megyében. Lakosainak száma 440 fő (2022. január 1.). Gardères Saubole, Aast, Eslourenties-Daban, Ger, Lourenties és Luquet községekkel határos.

## Népesség
A település népességének változása:
| Lakosok száma | 420  | 437  | 440  | 452  | 443  | 445  | 445  | 443  | 442  | 440  |
|               | 2010 | 2013 | 2015 | 2016 | 2017 | 2018 | 2019 | 2020 | 2021 | 2022 |